# Морской патруль (телесериал, 2007)
«Морской Патруль» — австралийский телевизионный сериал, премьера которого состоялась 5 июля 2007 года на австралийском канале Nine Network. Его действия происходили на борту вымышленного патрульного судна Королевского военно-морского флота Австралии

## Сюжет
Все сезоны телесериала «Морской Патруль» рассказывают об экипаже австралийского корабля «Хаммерсли», который имеет дело с серьёзными нарушениями австралийского законодательства, такими как незаконный вылов рыбы, контрабанда наркотиков и людей, а также с проблемами беженцев. Помимо этого, они должны отвечать на сигналы бедствия терпящих крушение судов. Премьера каждого сезона, как правило, представляет собой большое событие, проблему, которая связывает все эпизоды в один сюжет и которую команда решает на протяжении всего сезона. Однако в четвёртом сезоне основная сюжетная линия отсутствует.
Двадцать четыре моряка из всех слоёв общества, разного возраста и темперамента, живут буквально бок о бок неделю за неделей, вдали от семьи и друзей. В тяжёлых условиях, которые может вынести не каждый, люди доказывают свою преданность долгу, проявляют терпимость, послушание, перенося трудности с юмором. Существует также определённая романтика вековых традиций военно-морской службы, будь то таинственное очарование моря или белая униформа. Между всеми членами экипажа существует тесная эмоциональная связь, глубокие и прочные дружеские отношения, появившиеся благодаря опасностям и приключениям, которые они встречают на протяжении службы. Моряки говорят, что их работа на патрульном катере является лучшей в военно-морском флоте.
Первый сезон дебютировал 5 июля 2007 года. В этом сезоне «Хаммерсли» — патрульное судно класса «Фримантл». Основная линия первого сезона связана с островом Брайт, на котором произошла таинственная смерть морского биолога. Команда вовлечена в заговор, связанный с водой, содержащей смертельный токсин.
Второй сезон под названием «Морской Патруль II: Переворот» вышел в 2008 году. В этом и последующих сезонах «Хаммерсли» — судно класса «Армидейл». Оно гораздо манёвренней, с большей силой мотора, а значит, быстрее. Сюжет второго сезона вращается вокруг повстанцев на вымышленных островах Самару, которые пытаются свергнуть нынешнее правительство, и группы восточно-европейских наемников и контрабандистов.
Третий сезон — «Морской Патруль III: Красное Золото» — вышел в эфир в 2009 году и начался с трагической смерти одного из членов экипажа. Сезон сосредоточен на расследовании его смерти.
Четвёртый сезон вышел в эфир в 2010 году в новом 16-серийном формате, причем он не имеет главную тему, в отличие от первых трех сезонов. В этом сезоне меняется состав экипажа, уход некоторых моряков не объясняется, возможно, они были переведены на другое судно.
Пятый, последний, сезон стартовал в 2011 году и состоял из 13 эпизодов. Этот сезон начался с теракта в зарубежном баре, в котором отдыхал экипаж «Хаммерсли».
Каждый эпизод с третьего сезона начинается со слов «Честь — Честность — Смелость — Неподкупность — Верность», которые являются основными ценностями Королевского Военно-Морского Флота Австралии.

## В ролях
| Актёр                  | Персонаж              | Прозвище/обращение | Звание              | Должность                          | Сезоны     | Сезоны     | Сезоны     | Сезоны     | Сезоны     |
| Актёр                  | Персонаж              | Прозвище/обращение | Звание              | Должность                          | 1          | 2          | 3          | 4          | 5          |
| ---------------------- | --------------------- | ------------------ | ------------------- | ---------------------------------- | ---------- | ---------- | ---------- | ---------- | ---------- |
| Йен Стенлэйк           | Майк Флинн            | Капитан            | Коммандер-лейтенант | Капитан                            | Постоянный | Постоянный | Постоянный | Постоянный | Постоянный |
| Лиза МакКьюн           | Кейт МакГрегор        | СтарПом            | Лейтенант           | Старший помощник командира корабля | Постоянный | Постоянный | Постоянный | Постоянный | Постоянный |
| Джон Батчелор          | Энди Торп             | Чардж              | Главный старшина    | Главный инженер                    | Постоянный | Постоянный | Постоянный | Постоянный | Постоянный |
| Мэттью Холмс           | Крис Блейк            | Свейн              | Старшина            | Рулевой/медик                      | Постоянный | Постоянный | Постоянный | Постоянный | Постоянный |
| Кристиан Шмид          | Роберт Диксон         | РО                 | Старший матрос      | Радист                             | Постоянный | Постоянный | Постоянный | Постоянный | Постоянный |
| Саския Бурмейстер      | Николь (Никки) Кэтано | Нав                | Лейтенант           | Штурман                            | Постоянный | Постоянный | Постоянный |            |            |
| Джереми Линдсэй Тейлор | Пит Томашевский       | Бафер              | Старшина            | Боцман                             | Постоянный | Постоянный | Постоянный |            |            |
| Джей Райан             | Билли Уэбб            | Спайдер            | Матрос              | Боцман                             | Постоянный | Постоянный | Постоянный |            |            |
| Дэвид Лайонс           | Джош Холидей          | ЭйТи               | Старший матрос      | Специалист по электронике          | Постоянный | Постоянный | Постоянный |            |            |
| Джош Лоусон            | Тоби Джонс            | Кок                | Матрос              | Кок/Медик                          | Постоянный |            |            |            |            |
| Кирсти Ли Аллан        | Ребекка Браун         | Бомбер             | Матрос              | Кок/Медик                          |            | Постоянный | Постоянный | Постоянный |            |
| Николай Николаефф      | Лео Косов-Майер       | ТуДедс             | Старший матрос      | Специалист по электронике          |            |            | Постоянный | Постоянный | Постоянный |
| Конрад Колеби          | Дилан Малхолланд      | Датчи              | Старшина            | Боцман                             |            |            |            | Постоянный | Постоянный |
| Даниэль Хорват         | Джессика Бёрд         | Бёрд               | Матрос              | Ученик кока/медик                  |            |            |            | Постоянный | Постоянный |

## Производство
«Каждый час каждого дня молодые люди и женщины в любую погоду служат на Королевском австралийском морском патрульном судне, борются, чтобы защитить границы Австралии. Они обеспечивают безопасность самого большого в мире острова…»

### Суда
В первом сезоне снимались два реальных патрульных судна класса «Фримантл», съёмки этих судов объединили, чтобы создать «Хаммерсли». Патрульный крейсер «Уоллонгонг» использовался для съёмок в Сиднее, в то время как крейсер «Ипсуич» использовался в течение шестинедельных съемок на острове Данк в Квинсленде. «Хаммерсли» служил под начальством вымышленной военно-морской структуры «НАВКОМ» («NAVCOM») и был списан в заключительном эпизоде первого сезона. Имел номер 202 на корпусе. Также в первом сезоне появляется второе вымышленное судно «Кингстон» класса «Фримантл» — оно упоминается в нескольких эпизодах и появляется в девятом: Кингстон имеет судовой номер реального патрульного судна «Таунсвилл».
Во время съёмок первого сезона было предсказано, что позже Хаммерсли заменят более новым патрульным судном класса «Армидейл». Для съёмок Хаммерсли со второго сезона использовали судно класса «Армидейл» с номером 82 на корпусе.

### Местоположения
- Кэрнс, Квинсленд
- Военно-Морская База Waterhen, Сидней, Новый Южный Уэльс
- Остров Данк, Квинсленд
- Пляж миссии, Квинсленд
- Пляж Cowley, около Иннисфейла, Квинсленд
- Горы Тамборайн, Квинсленд

## Приём
«Морской Патруль» был одним из наиболее ожидаемых телесериалов Австралии, частично из-за бюджета одного эпизода более чем 1 миллиона Австралийских долларов, что в два раза превышает бюджет других австралийских драм. «Морской Патруль» также ознаменовал возвращение Лизы Маккьюн к съёмкам.
«Морской Патруль» получил смешанные, но в большей степени положительные отзывы. Первый сезон смотрели примерно 1,5 миллиона зрителей, и хотя во время начала второго сезона рейтинг понизился, к концу сезона вернулся к отметке 1,5 миллиона зрителей.
Многие критики утверждают, что сценарий слаб, а актёрская игра плохо раскрывает характер персонажей.